# María Carrasco
Pour les articles homonymes, voir Carrasco.
María Carrasco est une chanteuse de flamenco espagnole.

## Discographie
| no | Titre                | Détails                                                     | Charts |
| no | Titre                | Détails                                                     | SPA    |
| -- | -------------------- | ----------------------------------------------------------- | ------ |
| 1  | Hablando con la luna | - Sorti le 12 janvier 2007 - Label: Senador - Formats: CD   | 7      |
| 2  | Soñando despierta    | - Sorti le 10 décembre 2007 - Label: Senador - Formats: CD  | 49     |
| 3  | Entre tu y yo        | - sorti le 16 mars 2009 - Label: Senador - Formats: CD      |        |
| 4  | Pequeño deseo        | - Sorti le 28 février 2012 - Label: Universal - Formats: CD | 35     |
| 5  | Misterios de mi alma | - Sorti le 28 avril 2014 - Label: Karonte - Formats: CD     |        |